# Aniara (film)
Aniara – duńsko-szwedzki film science fiction z 2018 w reżyserii Pelli Kågerman i Hugo Lilja. Adaptacja poematu Harry'ego Martinsona pod tym samym tytułem.

## Fabuła
Statek kosmiczny Aniara przewożący ludzi na Marsa, by uniknąć kolizji z kosmicznymi śmieciami wykonuje manewr awaryjny. Podczas manewru, jedna ze śrub niszczy pokrywę reaktora, a w elektrowni wybucha pożar. Ze względów bezpieczeństwa statek pozbywa się paliwa – Aniara zbacza z kursu i nie można nią od tej pory w żaden sposób sterować. Według zapewnień kapitana (Arvin Kananian), omijając ciało niebieskie przy użyciu grawitacji, statek wróci na wyznaczony kurs za około dwa lata.

## Obsada
- Emilie Jonsson jako Mimaroben
- Bianca Cruzeiro jako Isagel
- Arvin Kananian jako kapitan
- Anneli Martini jako Astronom
- Dakota Trancher Williams jako Tivo

i inni

## Nagrody i nominacje
| Rok  | Nagroda                          | Tytułem                                           | Produkcja | Rezultat  | Źródło |
| ---- | -------------------------------- | ------------------------------------------------- | --------- | --------- | ------ |
| 2018 | Trieste Science+Fiction Festival | Najlepszy film science fiction                    | Aniara    | Wygrana   | [ 1 ]  |
| 2019 | Europejska Nagroda Filmowa       | Europejskie odkrycie: Pella Kågerman i Hugo Lilja | Aniara    | Nominacja | [ 1 ]  |
| 2019 | Golden Trailer Awards            | Najlepszy zagraniczny film niezależny             | Aniara    | Wygrana   | [ 1 ]  |